# Offshore-Windpark Nordsee Ost
Nordsee Ost ist ein Offshore-Windpark von RWE in der deutschen Ausschließlichen Wirtschaftszone (AWZ) der Nordsee. Die 48 Windenergieanlagen produzieren jährlich etwa 1.000 GWh elektrische Energie. Am 11. Mai 2015 wurde der Windpark feierlich in Betrieb genommen. Die Einweihung wurde von Bundesminister für Wirtschaft und Energie Sigmar Gabriel vorgenommen, der im Rahmen eines Treffens der Energieminister der G7-Staaten mit seinen Amtskollegen den Windpark und die dazugehörige Konverterplattform HelWin alpha besuchte.

## Lage

Lage von Nordsee Ost innerhalb der Windparks in der Deutschen Bucht und deren Anbindung ans Festland

Der Windpark Nordsee Ost liegt rund 30 Kilometer nordwestlich der Insel Helgoland und 35 Kilometer westlich der Insel Amrum und umfasst eine Fläche von 35 km² bei Wassertiefen von durchschnittlich 25 Metern.
Direkt südlich grenzt der Offshore-Windpark Meerwind an, mit dem eine gemeinsame Sicherheitszone im 500-Meter-Abstand um die äußeren Bauwerke besteht.

## Planung
Nach Antrag vom 16. Juli 2000 wurde der Bau und Betrieb des Windparks mit zunächst 80 Windenergieanlagen (WEA) mit je 4–5 MW Nennleistung am 9. Juni 2004 vom Bundesamt für Seeschifffahrt und Hydrographie (BSH) auf Grundlage der Seeanlagenverordnung genehmigt. Die ursprüngliche Planung hatte sich inzwischen geändert – es wurden stattdessen 48 WEA Senvion 6.2M126 mit jeweils 6,15 MW Nennleistung errichtet.
Anfangs wurde das Projekt von der WINKRA Offshore Nordsee Planungs- und Betriebsgesellschaft mbH entwickelt. Nachdem WINKRA durch die niederländische Essent übernommen worden war, erfolgte 2009 die Eingliederung der Essent in den RWE-Konzern. Innogy ist seitdem Eigentümer des Windparks. Für den Betrieb wurde die Zweckgesellschaft Windpark Nordsee Ost GmbH mit Sitz in Essen gegründet (vorher: Essent Wind Nordsee Ost Planungs- und Betriebsgesellschaft mbH).
Den Auftrag zum Bau der Offshore-Umspannplattform vergab Siemens an die Werft Nobiskrug, die den 14 Meter hohen Rohbau am Standort Kiel errichtete. Siemens selbst rüstete den Stahlrohbau mit Transformatoren und anderen elektrischen Anlagen aus. Die fertiggestellte, rund 2500 Tonnen schwere Plattform sollte nach damaligen Planungen im Mai 2012 an die Essent Wind zur Verschiffung in die Nordsee übergeben werden. Das Stahlgerüst-Fundament für die Plattform stand ab Januar 2013 am Hannoverkai in Wilhelmshaven.
Die Europäische Kommission förderte das Vorhaben im Rahmen des European Energy Programme for Recovery (EEPR) mit 50 Mio. Euro.

## Bau

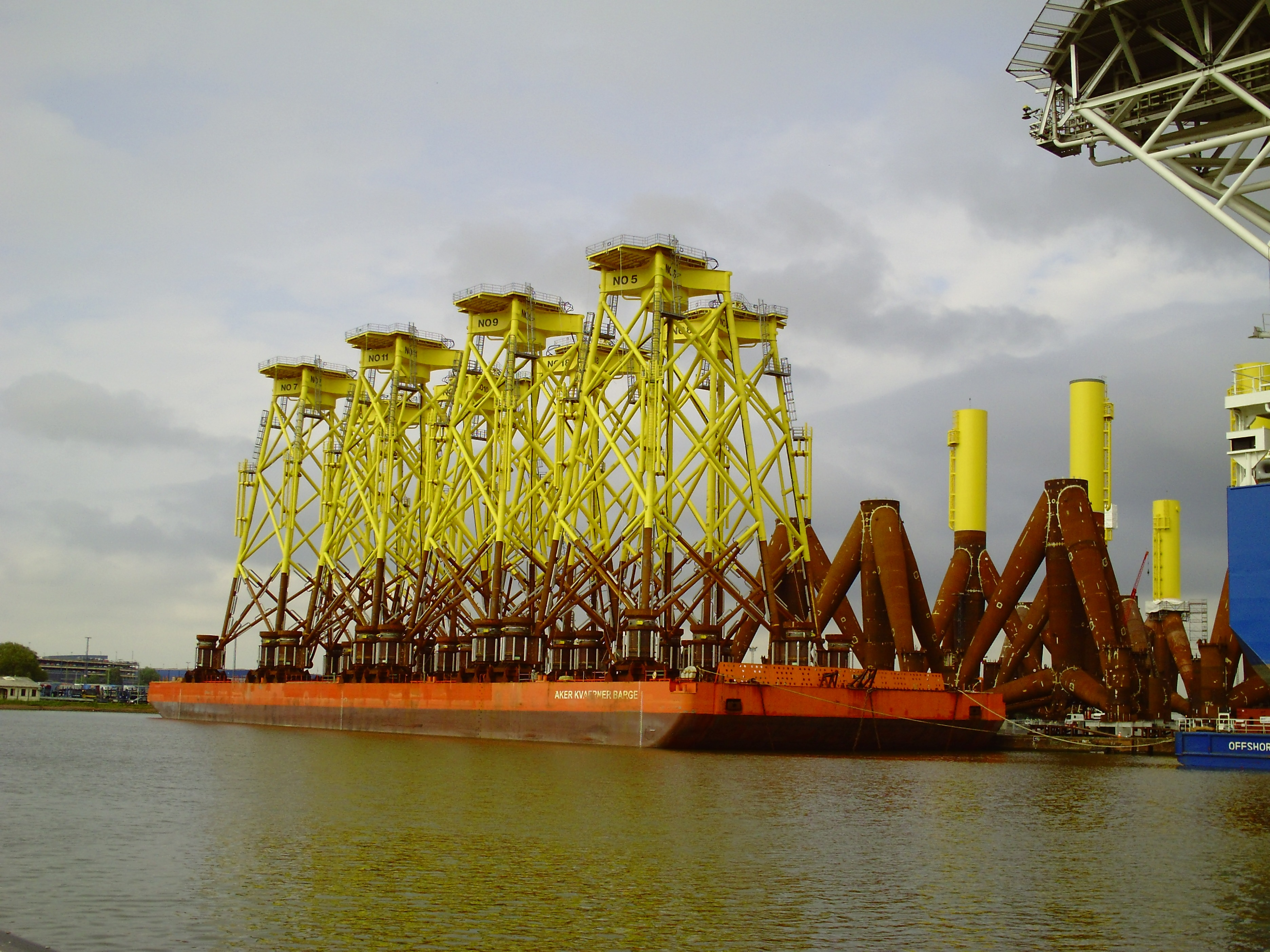
Jacket-Gründungsstrukturen

Im Herbst 2011 wurde ein Windmessmast installiert, mit dem Daten zu Wind, Wellengang, Luftdruck sowie weitere Daten erhoben werden. Nach der Einrichtung einer 500-m-Sicherheitszone zur Absicherung des Windpark-Baufeldes zum 1. Juli 2012 konnte mit den Bauarbeiten vor Ort begonnen werden. Mit der Errichtung der Jacket-Fundamente und dem späteren Aufsetzen der Windenergieanlagen (WEA) begann das neue Errichterschiff der Offshore Logistics Company – OLC „Victoria Mathias“ im Sommer 2012. Die Stahlgitterkonstruktionen für die Gründung wurden vollständig in Norwegen gefertigt, auf Bargen verschifft und im als Basishafen dienenden Container-Terminal Bremerhaven zwischengelagert. Bis Mitte Februar 2013 waren sieben Fundamente im Baufeld aufgestellt, die restlichen sollten bis Ende 2013 folgen.
Im Juli 2013 wurde das Stahlgerüstfundament für die Umspannplattform aufgestellt. Anfang August 2013 wurde mit der parkinternen Verkabelung (33-kV-Seekabel) der 48 WEA mit der Umspannplattform begonnen. Der Zeitpunkt der Montage der Turbinen mit den Rotoren hing auch vom Termin der Fertigstellung des Stromnetzanschlusses (HGÜ „HelWin 1“ über die Ende August 2013 errichtete Konverter-Plattform „HelWin alpha“) ab, die durch Tennet TSO verantwortet wird.
Mitte März 2014 waren alle Fundamente aufgestellt, im Mai 2014 wurde mit der Aufstellung der Anlagen darauf durch das Errichterschiff „Victoria Mathias“ begonnen. Die Rotorsterne mit den drei über 60 Meter langen „Flügeln“ werden nicht vormontiert zum Baufeld transportiert, sondern erst vor Ort durch das zweite Errichterschiff „Friedrich Ernestine“ montiert. Die erste von 48 Turbinen wurde im Juni 2014 aufgestellt. Im Juni 2014 wurde die Verlegung der Seekabel für die interne Parkverkabelung abgeschlossen. Ab Mitte Juli 2014 wurde die Umspannplattform installiert und danach in Betrieb genommen. Dazu wurde die Hubinsel „JB 114“ für rund zwei Monate direkt neben der Umspannplattform aufgestellt um den bis zu 40 Technikern während dieser Zeit als Wohnplattform Unterkunft zu dienen.

## Netzanbindung

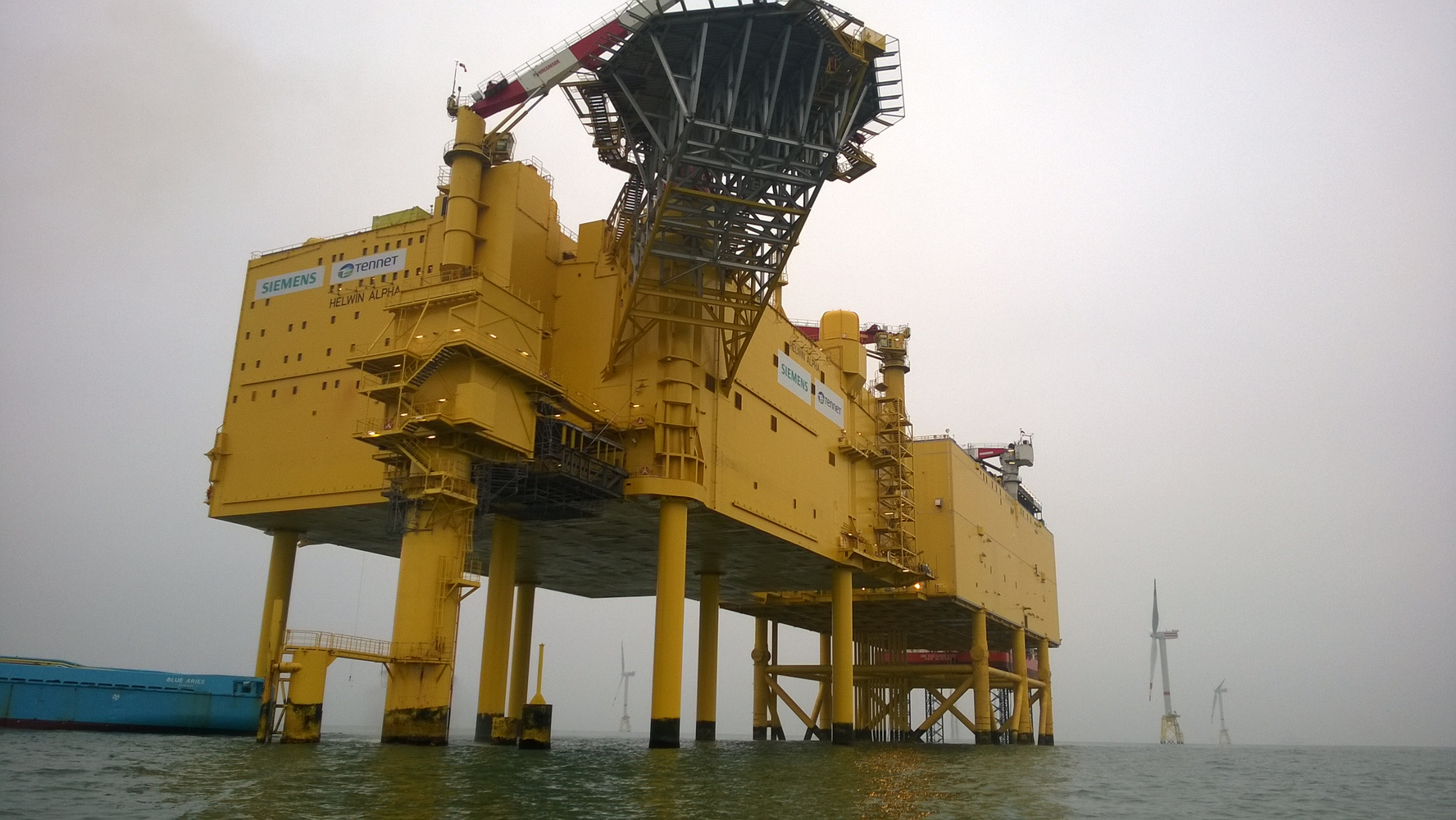
Die verbundenen Konverter-Plattformen HelWin alpha und HelWin beta

Die Windenergieanlagen sind über Mittelspannungskabel mit einer Umspannplattform im Windpark verbunden, die den Dreiphasenwechselstrom (Drehstrom) von 33 kV auf Hochspannung von 155 kV transformiert. Von dort aus wird der Strom mittels einer Seekabel-Verbindung an das Offshore-HGÜ-System HelWin1 des Übertragungsnetzbetreibers Tennet TSO geleitet. An die Konverterplattform HelWin alpha schließt auch der Offshore-Windpark Meerwind an. Nach Umwandlung in Gleichstrom erfolgt die Übertragung über 130 km (davon 85 km Seekabel und 45 km Erdkabel) in die Konverterstation im Umspannwerk Büttel bei Büttel (Elbe).
Die Konverter-Plattform HelWin alpha wurde von  Siemens geliefert, Ende August 2013 aufgestellt und Mitte 2014 fertiggestellt. Mit der Übergabe von Siemens an Tennet ging die HGÜ-Netzanbindung HelWin1 im Februar 2015 in den kommerziellen Betrieb.
Bei der Fertigstellung des Netzanschlusses gab es Verzögerungen. Der Vorstandsvorsitzende von RWE Peter Terium forderte einen wirtschaftlichen Ausgleich für die Einnahmeausfälle. Da mehrere Betreiber betroffen waren, wurde 2013 die Offshore-Haftungsumlage eingeführt.

## Betrieb
Im Dezember 2014 speiste die erste Windenergieanlage im Testbetrieb Strom ins Netz ein. Am 29. Dezember 2014 waren alle 48 Windenergieanlagen errichtet. Im Frühjahr 2015 wurde der Windpark vollständig in Betrieb genommen. Mit der Übergabe von Siemens an den Stromnetzbetreiber Tennet TSO ging die HGÜ-Netzanbindung HelWin1 in den kommerziellen Betrieb.
Am 19. Juni 2015 brach ein Rotorflügel. Daraufhin wurde zunächst der gesamte Windpark vom Netz genommen, später jedoch wieder in Betrieb genommen. Die genaue Unglücksursache ist noch unklar.
RWE nutzt ein Gelände auf Helgoland als Wartungs- und Servicestützpunkt.
Im Rahmen des Tauschgeschäfts zwischen RWE, E.ON und Innogy ist der Offshore-Windpark Nordsee Ost, 2020 von Innogy an RWE übergegangen.
Seit 2024 läuft die Subventionierung nach dem Erneuerbare-Energien-Gesetz für den erzeugten Strom sukzessive aus. Dieser wird nun als Ökostrom über Power Purchase Agreements an DB Energie, Badische Stahlwerke, Bosch, Freudenberg Gruppe, Infraserv Höchst, Mainova, Messer, Schott AG, Telefónica, Verallia, Vodafone, Wacker sowie ZF verkauft. Die Direktvermarktung erneuerbarer Energien zwischen Erzeuger und Abnehmer übernimmt RWE Supply & Trading.